# アイデンティティー (映画)
『アイデンティティー』（原題：Identity）は、2003年製作のアメリカ映画。ジェームズ・マンゴールド監督のサスペンス。

## 概要
この映画は、アガサ・クリスティの 1939年の推理小説『そして誰もいなくなった』にインスピレーションを得た。嵐によって外界から遮断されたモーテルに、事故などで10人の初対面のグループが偶然に集まり、次々に謎の死をとげていく。登場人物がモーテルに到着する過程を、リバースクロノロジーで描写する。そして、ある殺人犯の死刑執行を巡る検事と弁護士とのやり取りを挿入しながら進行する。
アメリカでは2003年4月25日に公開され、週末興行成績で初登場1位になり、トップ10内に5週間いた。日本では同年10月25日にニュー東宝シネマ系列で公開された。

## ストーリー
死刑囚マルコム・リバースの死刑執行前夜、彼の死刑執行に関して再審議が行われようとしていた。
一方、大雨で身動きが取れない寂れたモーテルに男女11人が集まっていた。運転手のエドと、その雇い主の女優カロライン。ジョージと、その妻で重傷を負ったアリスに、無口な息子のティミー。娼婦のパリス。ジニーと、その夫のルー。刑事であるロードと、移送中の囚人ロバート。モーテルの支配人ラリー。
偶然居合わせただけの彼らは、いつの間にかカロラインが無残に殺害されていることに気付き騒然とする。元警察官のエドがロードと協力し殺人犯を捜していると、今度はルーが殺されていた。それぞれの現場には部屋番号の書かれた鍵が10、9とカウントダウンするように残されており、次に殺されていたロバートの足元には8号室の鍵があった。状況から殺人犯だと決め付けられたラリーは車で逃走を図り、誤ってジョージを轢き殺してしまう。
エドとロードはラリーを拘束するが、いつの間にか死んでしまっていたアリスの側に6号室の鍵があり、偶然死んだはずのジョージのズボンからは7号室の鍵が発見される。一刻の猶予もないと焦ったエドは女子供だけでも逃がそうとするが、ジニーとティミーが向かった車は爆発炎上してしまった。急いで消火するが、車の周辺に死体らしき物はなく、モーテルに戻るとこれまでに死んだ人間や血痕も全て消え去っていた。
奇怪な状況に戸惑うエド、ロード、パリス、ラリーの4人は、パリスの発言を切っ掛けに4人の誕生日が近いことを知る。身分証を確認してみると、モーテルに集まった11人全員の誕生日が5月10日だと判明し、4人はさらに混乱した。身分証の調査を続けたエドは、全員の名前が州の名前を含んでいることにも気付く。

## 登場人物
エド・ダコタ（Edward "Ed" Dakota）
演 - ジョン・キューザック
カロラインの運転手で、元ロサンゼルス市警察の警察官。3号室に宿泊する。メキシコ人女性の自殺を止められなかった事から精神を病み、6年間警察官として働いていたが現在は病気休職中。
カロライン・スザンヌ（Caroline Suzanne）
演 - レベッカ・デモーネイ
落ち目の女優。8号室に宿泊する。エドの雇い主だが、我侭でよくトラブルを起こす。仕事のため、エドと共にロサンゼルスへ向かっていた。
サミュエル・ロード（Samuel Rhodes）
演 - レイ・リオッタ
囚人を移送中の刑事。10号室に宿泊する。ネバダ州刑務所に向かっていた。実は囚人であり、本物の刑事を殺して成り代わっている。
ロバート・メイン（Robert Maine）
演 - ジェイク・ビジー
移送中の囚人で、連続殺人犯。10号室のトイレに監禁される。何とか脱走するが、意図せずモーテルに戻ってきてしまう。
パリス・ネバダ（Paris Nevada）
演 - アマンダ・ピート
娼婦。7号室に宿泊する。ラスベガスに住んでいたが、故郷であるフロリダ州ポーク郡フロストプルーフに帰る途中だった。果樹園を作ることが夢。
ラリー・ワシントン（Larry Washington）
演 - ジョン・ホークス
モーテルの支配人。娼婦嫌いで、パリスに対して強く当たる。実際はラスベガスで無一文になったギャンブラーで、本物の支配人はモーテルに来た時には死んでいたという。
ジニー・バージニア（Ginny Virginia）
演 - クレア・デュヴァル
ルーの妻で、ヒステリックな女性。夫と共に6号室に宿泊する。妊娠を偽装してルーに結婚を迫った。
ルー・イジアナ（Lou Isiana）
演 - ウィリアム・リー・スコット
ジニーの夫で、女好きな男性。ジニーから妊娠を知らされ、数時間前に結婚した。
ジョージ・ヨーク（George York）
演 - ジョン・C・マッギンリー
アリスの夫。家族で4号室に宿泊する。車を運転中に道路上に落ちていたパリスの靴を踏み、タイヤがパンクしてしまう。
アリス・ヨーク（Alice York）
演 - レイラ・ケンズル
ジョージの妻。夫がタイヤを修理している際に、エドが運転する車に轢かれて重傷を負う。
ティミー・ヨーク（Timothy "Timmy" York）
演 - ブレット・ローア
アリスの連れ子。2年前に家を出た実父に暴力を振るわれた影響から、あまり他人と口を利かない。
マルコム・リバース（Malcolm Rivers）
演 - プルイット・テイラー・ヴィンス
死刑執行前夜を迎えた死刑囚。4年前に6人を殺害した。母親は娼婦で、幼少期モーテルに置き去りにされた過去を持つ。
マリック医師（Dr. Mallick）
演 - アルフレッド・モリーナ
マルコムの担当医。彼が解離性同一性障害であることを主張し、死刑執行に反対している。

## キャスト
| 役名                             | 俳優                           | 日本語吹替 | 日本語吹替   |
| 役名                             | 俳優                           | ソフト版   | テレビ東京版 |
| -------------------------------- | ------------------------------ | ---------- | ------------ |
| エド・ダコタ                     | ジョン・キューザック           | 藤原啓治   | 堀内賢雄     |
| サミュエル・ロード               | レイ・リオッタ                 | 大塚芳忠   | 大塚明夫     |
| パリス・ネバダ                   | アマンダ・ピート               | 岡寛恵     | 岡本麻弥     |
| ラリー・ワシントン               | ジョン・ホークス               | 横島亘     | 大塚芳忠     |
| マリック医師                     | アルフレッド・モリーナ         | 大滝寛     | 江原正士     |
| ジニー・バージニア               | クレア・デュヴァル             | 佐藤ゆうこ | 朴璐美       |
| ルー・イジアナ                   | ウィリアム・リー・スコット     | 桐本琢也   | 落合弘治     |
| ジョージ・ヨーク                 | ジョン・C・マッギンリー        | 星野充昭   | 牛山茂       |
| アリス・ヨーク                   | レイラ・ケンズル               | 石塚理恵   | 佐々木優子   |
| ティミー・ヨーク                 | ブレット・ローア               | 津村まこと | かないみか   |
| カロライン・スザンヌ             | レベッカ・デモーネイ           | 小山茉美   | 土井美加     |
| ロバート・メイン                 | ジェイク・ビジー               | 楠大典     | 三宅健太     |
| マルコム・リバース               | プルイット・テイラー・ヴィンス | 永田博丈   | 玄田哲章     |
| 被告側弁護人                     | カーメン・アルジェンツィアノ   | 中博史     | 小島敏彦     |
| ゲリー地区検事                   | マーシャル・ベル               | 岩尾万太郎 | 渡部猛       |
| グレイブ（ゲリーのアシスタント） | マット・レッシャー             | 横堀悦夫   | 横堀悦夫     |
| テイラー判事                     | ホームズ・オズボーン           | 有本欽隆   | 谷口節       |

- ソフト版
その他日本語吹き替え：福山廉士
- テレビ東京版：初回放送2007年2月22日『木曜洋画劇場』
その他日本語吹き替え：廣田行生、船木真人、田中一永、武虎